# Michaël Pavlovitsj van Rusland

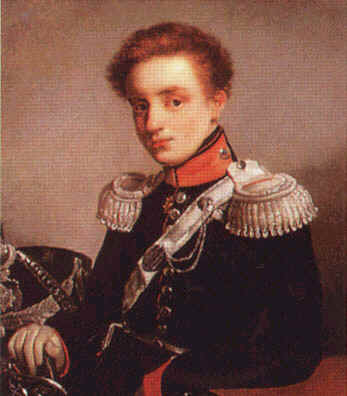
Grootvorst Michaël Pavlovitsj

Michaël Pavlovitsj (Russisch: Михаи́л Па́влович) (Sint-Petersburg, 8 februari 1798 - Warschau, 9 september 1849), grootvorst van Rusland was het tiende kind en de vierde zoon van tsaar Paul I van Rusland en Sophie Dorothea van Württemberg, die in Rusland Maria Fjodorovna werd genoemd.
In Sint-Petersburg huwde hij op 19 februari 1824 prinses Charlotte van Württemberg (1807-1873), een achternichtje van moederskant en een dochter van Paul van Württemberg. De Duitse prinses werd Russisch orthodox en nam de naam Helena Pavlovna aan. Het echtpaar kreeg vijf kinderen.
- Marie (1825-1846), ongehuwd gestorven
- Elisabeth (1826-1845), zij huwde met Adolf van Luxemburg
- Catharina (1827-1894), zij huwde met George August van Mecklenburg-Strelitz
- Alexandra (1831-1832)
- Anna (1834-1836)

Het Michailovski-paleis in Sint-Petersburg werd tussen 1819 en 1825 voor Michaël Pavlovitsj en Maria Fjodorovna gebouwd door de architect Carlo Rossi. Het gebouw is nu het Russisch museum.
Michaels achter-achter-achter-kleinzoon, titulair groothertog Georg Borwin van Mecklenburg, is de pretendent van de tronen van Mecklenburg-Schwerin en Mecklenburg-Strelitz.
Grootvorst Michaël Pavlovitsj van Rusland, het besluit sprak van "Michiel Paulowitz", werd op 19 november 1818 tot Grootkruis in de Militaire Willems-Orde benoemd. Hij was ook Ridder van het Gulden Vlies.